# ساروه
ساروه (به لاتین: Sarve) یک منطقهٔ مسکونی در استونی است که در دهستان پوهالپا واقع شده‌است.